# Griffithville (Arkansas)
Griffithville es un pueblo ubicado en el condado de White en el estado estadounidense de Arkansas. En el Censo de 2010 tenía una población de 225 habitantes y una densidad poblacional de 223,32 personas por km².

## Geografía
Griffithville se encuentra ubicado en las coordenadas 35°7′28″N 91°38′45″O / 35.12444, -91.64583. Según la Oficina del Censo de los Estados Unidos, Griffithville tiene una superficie total de 1.01 km², de la cual 1.01 km² corresponden a tierra firme y (0%) 0 km² es agua.

## Demografía
Según el censo de 2010, había 225 personas residiendo en Griffithville. La densidad de población era de 223,32 hab./km². De los 225 habitantes, Griffithville estaba compuesto por el 99.11% blancos, el 0.44% eran afroamericanos, el 0% eran amerindios, el 0% eran asiáticos, el 0% eran isleños del Pacífico, el 0% eran de otras razas y el 0.44% pertenecían a dos o más razas. Del total de la población el 0% eran hispanos o latinos de cualquier raza.